# Nyslotts domkyrka

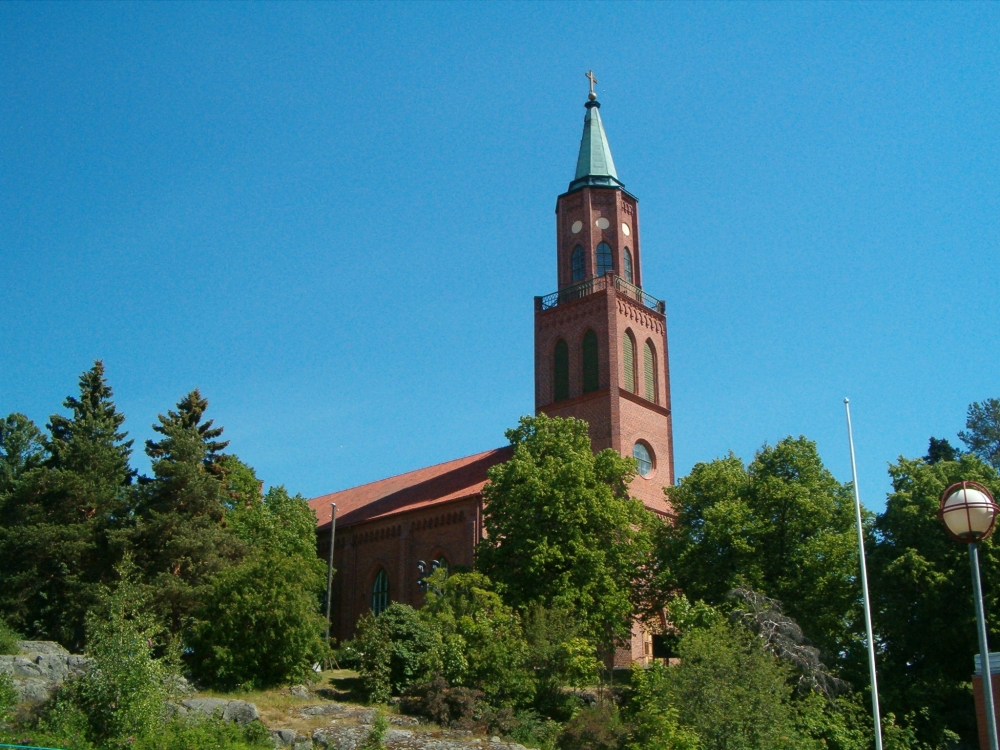
Nyslotts domkyrka.

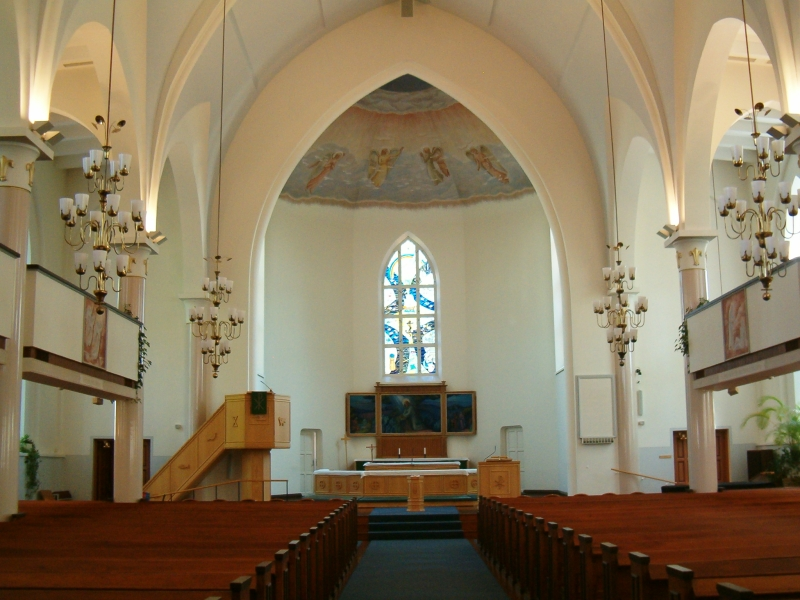
Altaret i Nyslotts domkyrka.

Nyslotts domkyrka är en kyrkobyggnad i den finländska staden Nyslott i landskapet Södra Savolax. Kyrkan är huvudkyrka för Nyslott-Säminge församling. Den byggdes i nygotisk stil i tegel åren 1874-1878 efter ritningar av arkitekt Hampus Dalström.
Kyrkan var domkyrka i Nyslotts stift från år 1896 till år 1924. Stiftet inrättades 1896 när församlingarna i Viborgs och S:t Michels län samt en del av Kuopio läns församlingar slogs ihop till Nyslotts stift. Den förste biskopen var Gustaf Johansson, som senare var Finlands ärkebiskop. Trots att biskopssätet år 1925 flyttades till Viborg, kallar man fortfarande kyrkan för 'domkyrkan'.
Kyrkan skadades svårt under vinterkriget den 1 januari 1940 och renoverades 1947-1948 efter ritningar av arkitekt Bertel Liljequist. En renovering gjordes 1990-1991 efter ritningarna gjorda av Ansu Ånström.